# Bölcskey Ferenc
Bölcskey Ferenc (Cinkota, 1897. december 9. – Budapest, 1976. március 31.) magyar festőművész, iparművész.

## Életpályája
A budapesti Iparművészeti Iskola díszítő-festő szakán Zutt osztályában tanult 1913–1918 között. 1917-ben Galíciában katonai szolgálatot teljesített. 1919-ben költő és festő lett. 1921-ben zenét is írt. Szentendrén Boromisza Tibor mellett gyakorolt 1922-ben. Ezt követően Olaszországban tanult, majd a velencei Maffioli üveggyár tervezőjeként dolgozott 1923–1924 között. 1924-ben Rómában, 1926-ban Budapesten, majd Firenzében rendezett gyűjteményes kiállításokat.

## Művei
- Déli pihenő (1926)
- Boretto (1928)
- Velence (1928)
- Apostolok hídja (1928)
- Giudecca (1931)
- Vitorlások Chiaggio-ban (1931)
- Budakalász (1933)
- Kirándulók (1934)
- Vitorlások (1935)
- Itáliai tengerpart
- Velencei szállodában
- Budapest
- Vitorlások Palermónál